# 2. Brief des Petrus
| Neues Testament |
| --- |
| Evangelien |
| - Matthäus - Markus - Lukas - Johannes |
| Apostelgeschichte |
| Paulusbriefe |
| - Römer - 1. Korinther - 2. Korinther - Galater - Epheser - Philipper - Kolosser - 1. Thessalonicher - 2. Thessalonicher - 1. Timotheus - 2. Timotheus - Titus - Philemon - Hebräer |
| Katholische Briefe |
| - Jakobus - 1. Petrus - 2. Petrus - 1. Johannes - 2. Johannes - 3. Johannes - Judas                                                                                                 |
| Offenbarung |

Der zweite Brief des Apostels Petrus gehört zum Neuen Testament der christlichen Bibel.
Der Verfasser will die Christen im Glauben stärken, warnt sie vor Irrlehrern und verteidigt nachdrücklich die Erwartung der Wiederkunft Christi.

## Verfasser
In der modernen Bibelforschung wird praktisch einhellig angenommen, dass der in Vers 1,1 als Verfasser angegebene „Symeon Petrus, Knecht und Apostel Christi“, nicht der Verfasser ist. Die Hauptgründe dafür sind große stilistische Unterschiede zum ersten Petrusbrief, die bereits einige Kirchenväter, wie z. B. Eusebius von Caesarea, und später Johannes Calvin diskutiert haben, eine angenommene inhaltliche Abhängigkeit vom Judasbrief (siehe auch unten „Berührungen mit dem Judasbrief“) sowie die verzögerte Aufnahme des Briefes in den Kanon.

## Empfänger
Gemäß 2 Petr 1,12–15  und 2 Petr 3,1  richtet sich der Brief an die gleichen Empfänger wie der erste Petrusbrief, also an Christen in verschiedenen Gegenden Kleinasiens. Nach 2 Petr 1,1  richtet sich das Schreiben an alle Gläubigen, also an Juden- und Heidenchristen.

## Datierung
Der Brief stellt unter anderem eine Antwort auf das Problem der ausgebliebenen Wiederkunft Christi dar. Er wird deshalb auch aus inhaltlichen Erwägungen heraus als eine der spätesten Schriften des Neuen Testaments angesehen und um 120 n. Chr. datiert.
Eine Abfassung des Briefes zu Petri Lebzeiten bis etwa 64 n. Chr. wird von der Forschung ausgeschlossen. Außerhalb dieses wissenschaftlichen Konsenses bewegt sich die Annahme von Klaus Berger, der den Brief als eine Antwort auf durch den 1. Brief des Paulus an die Thessalonicher entstandene Fragen auffasste und ihn deshalb um das Jahr 51 datierte.

## Berührungen mit dem Judasbrief
Vergleicht man den Brief des Judas und den 2. Brief des Petrus, so ist zu erahnen, dass eine literarische Abhängigkeit besteht, die vor allem im Vergleich von Jud 4-18  mit 2. Petrus 2,1-3,3 offensichtlich wird. Folgende Übersicht basiert auf derjenigen von Frey:
| Jud 4-18 | 2Petr 2,1-3,3 |
| --- | --- |
| 4: die „Gottlosen“ | 2,1-3: die Falschpropheten                                                                                          |
| 5: die Wüstengeneration | - |
| 6: die sündigen Engel (mit dem seltenen Wort ζόφος zóphos, deutsch ‚Finsternis‘)                                               | 2,4: die sündigen Engel (mit dem seltenen Wort ζόφος zóphos, deutsch ‚Finsternis‘)                                  |
| - | 2,5: Flut, Bestrafung der alten Welt, Rettung des Noah                                                              |
| 7: Sodom und Gomorrha | 2,6: Sodom und Gomorrha                                                                                             |
| - | 2,7-8: die Rettung des Lot                                                                                          |
| - | 2,9: Folgerung |
| 8: die Gegner | 2,10: die Gegner |
| 9: der Erzengel Michael als Beispiel                                                                                           | 2,11: die Engel (allgemeiner Vergleich)                                                                             |
| 10: Vergleich mit Tieren | 2,12: Vergleich mit Tieren                                                                                          |
| 11: Kain, Bileam, Korach | 2,15-16: Bileam |
| 12a: σπιλάδες spiládes, deutsch ‚Klippen‘                                                                                      | 2,13: σπίλοι spíloi, deutsch ‚Schmutzflecke‘                                                                        |
| 12b-13: 4 Metaphern aus der Natur                                                                                              | 2,17: 2 Metaphern aus der Natur                                                                                     |
| 13: ὁ ζόφος τοῦ σκότους ... τετήρηται hó zóphos toú skótous ... tetḗrētai, deutsch ‚die dunkelste Finsternis ... bestimmt ist‘ | 2,17: ὁ ζόφος τοῦ σκότους τετήρηται hó zóphos toú skótous tetḗrētai deutsch ‚die dunkelste Finsternis bestimmt ist‘ |
| 14-15: Zitat aus 1Hen 1,9 | - |
| 16: die Gegner | 2,18: die Gegner |
| - | 2,19-22: weitere Polemik                                                                                            |
| 16: die Gegner | 2,18: die Gegner |
| 17: Anrede: „meine Lieben“ | 3,1: Neueinsatz: „meine Lieben“                                                                                     |
| 17: Vorhersage der Apostel | 3,2: Vorhersage der Apostel                                                                                         |
| 18: Spötter in der letzten Zeit                                                                                                | 3,3: Spötter in den letzten Tagen                                                                                   |

Aber auch außerhalb dieses Abschnittes gibt es einige Berührungen. So listet Frey weiter auf:
| Judas | 2. Petrus |
| --- | --- |
| 3: πᾶσαν σπουδὴν pásan spoudēn, deutsch ‚allen Fleiss‘                                                                                                 | 1,5: σπουδὴν πᾶσαν spoudēn pásan, deutsch ‚allen Fleiss‘ |
| 3: überlieferter Glaube | 1,1: empfangener Glaube |
| 5: ὑπομνῆσαι ... εἰδότας hypomnḗsai ... eidótes, deutsch ‚erinnern ... ihr wisst‘                                                                      | 1,12: ὑπομιμνῄσκειν ... εἰδότας hypomimnḗskein ... eidótes, deutsch ‚erinnern ... ihr wisst‘                                                                  |
| 24: ἀπταίστους aptaístous, deutsch ‚straucheln‘ | 1,10: οὐ μὴ πταίσητέ ποτε oú mḗ ptaísēté pote deutsch ‚werdet ihr niemals straucheln‘                                                                         |
| 24: ἀμώμους amṓmous, deutsch ‚tadellos‘ | 3,14: ἀμώμητοι amṓmētoi, deutsch ‚tadellos‘ |
| 25: δόξα ... καὶ νῦν καὶ εἰς πάντας τοὺς αἰῶνας dóxa ... kai nýn kai eis pántas toús aíōnas, deutsch ‚Herrlichkeit ... und jetzt und in alle Ewigkeit‘ | 3,18: ἡ δόξα καὶ νῦν καὶ εἰς ἡμέραν αἰῶνος hē dóxa kai nýn kai eis hēméran aíōnos, deutsch ‚die Herrlichkeit, sowohl jetzt als auch bis zum Tag der Ewigkeit‘ |

Heute geht die Mehrheit der Forscher davon aus, dass der Judasbrief ursprünglich ist und vom Verfasser des 2. Petrus benutzt wurde. Ein starkes Argument dafür ist die geschlossene Struktur des Judasbriefes, die nahelegt, dass dieser Brief frei komponiert wurde und nicht einem anderen Brief folgt. Die Möglichkeit, dass eine gemeinsame Quelle vorlag, die beide benutzten, wurde nie ernsthaft vertreten. Denn in diesem Fall wäre bei Judas – nach Abzug des Gemeinsamen – nur wenig eigener Text hinzugefügt worden.

## Inhalt

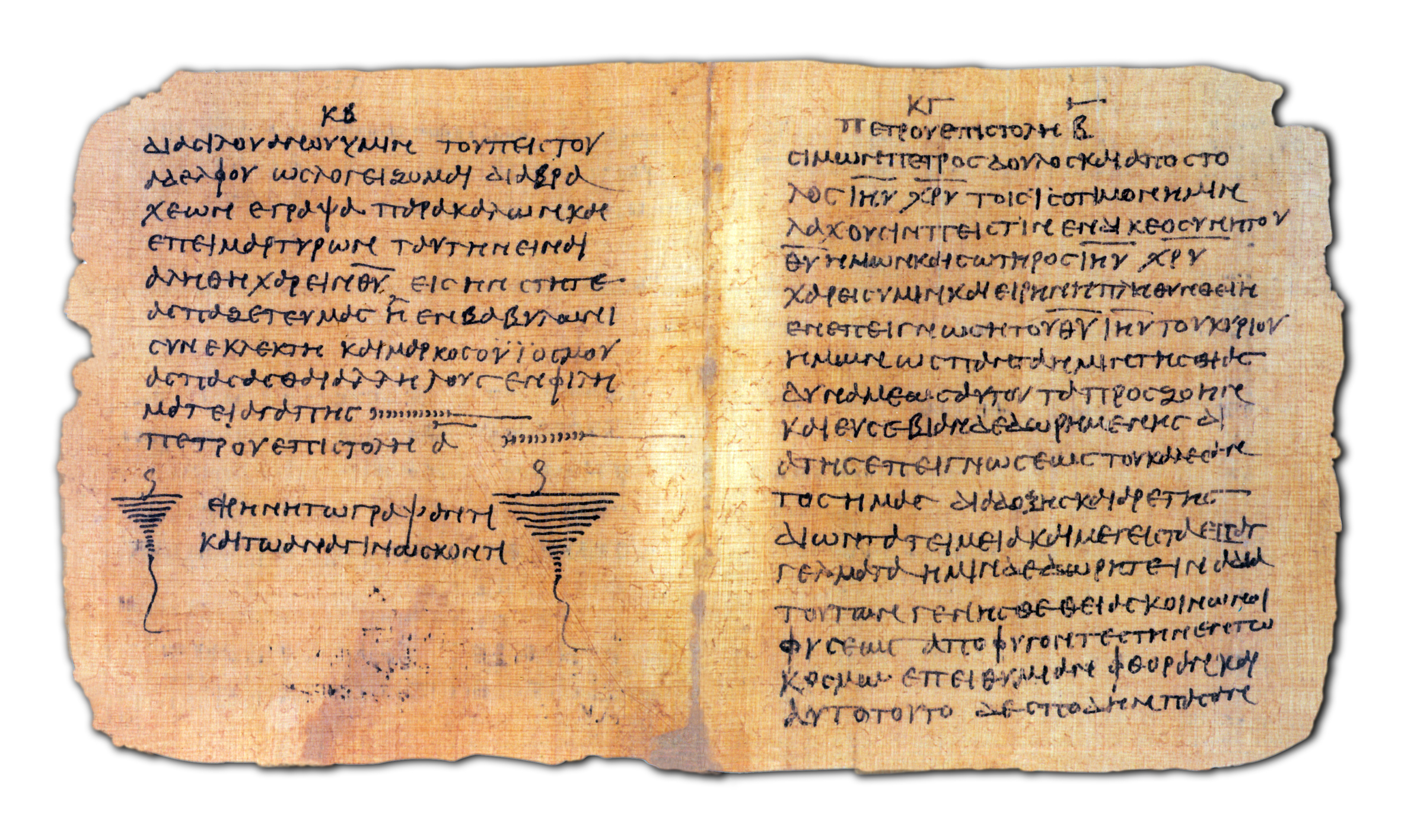
Zwei Seiten aus dem Papyrus Bodmer VIII. Dieser Papyrus stellt die bisher älteste überlieferte Quelle zum 2. Petrusbrief dar.

- Verfasser, Empfänger, Gruß 1,1–2Zwei Seiten aus dem Papyrus Bodmer VIII. Dieser Papyrus stellt die bisher älteste überlieferte Quelle zum 2. Petrusbrief dar.

- Wachstum der Erwählten 1,3–21
- Gefahren und Irrlehrer 2,1–22
- Die Wiederkunft Christi 3,1–14
- Schlussermahnungen 3,15–18

## Wichtige Stellen
- 1,5–7 Stufen des geistlichen Wachstums: Glaube – Tugend – Erkenntnis – Selbstbeherrschung – Ausdauer – Frömmigkeit – Brüderlichkeit – Liebe
- 1,16–19 Rekurs auf die Erzählung der „Verklärung Jesu auf einem Berg“ (vgl. Matthäus 17,5).
- 1,19–21 Biblische Hermeneutik und Inspiration der Schrift
- 3,15 Dem Verfasser liegt eine Sammlung von Paulusbriefen vor (wobei nicht gesagt ist, welche Briefe sie enthält), die den übrigen Schriften gleichgesetzt werden.